# بيشوا (لقب)

علم إمبراطورية ماراثا.

بيشوا أو پشوا وجمعها البيشوات، (بالإنجليزية: Peshwa، بالمراثية: पेशवे)، هُوّ لقب سياسي هندي تمَّ استعماله في إمبراطورية ماراثا. يُمكن ترجمة اللقب في لُغة العصر الحديث بِمنصب "رئيس الوزراء"، والبيشوا هو الحاكم والملك الفعلي لِإمبراطورية ماراثا.

## التاريخ
يعود تاريخ اللقب إلى القرن السابع عشر الميلادي حيثُ أطلقه الإمبراطور شيفاجي على أصحاب المناصب الإداريّة الذين يعملون على إنماء إمبراطورية ماراثا.
لقد مَر هذا اللقب وحملته بثلاث مراحل مُختلفة، كانت المرحلة الأولى تمتد مِن القرن السابع عشر الميلادي حتى عام 1707 حيثُ كان من حَمِل هذا اللقب يكون بمثابة رئيس تنفيذي ومُساند ومُساعد للإمبراطور أما بعد عام 1707 تغيّر الوضع عندما آتى حفيد شيفاجي الإمبراطور جاترابتي شاهوجي إلى العرش عندئذٍ أعلن أنّ كُلّ من تمَّ اختياره لِحمل لقب بيشوا يُصبح رئيساً للدولة وله السلطة المطلقة في امبراطورية ماراثا وإليه تبدأ الأُمور وتنتهي بينما العائلة الحاكمة وهي عائلة الإمبراطور شيفاجي مُجرد حكام إسميون فقط يحملون الألقاب الملكيَّة، وقد وضع جاترابتي شاهوجي قواعد ثابتة وشروط تعتمد على المواهب والكفاءة مَن تمتع بِها يأخذ منصب بيشوا.
والمرحلة الثالثة بدأت من عام 1749 حتى نهاية الإمبراطورية في عام 1818، وما حدث هُوّ عندما مات الإمبراطور جاترابتي شاهوجي أصبح المنصب وراثي يتم تناقله من جيل إلى جيل آخر من نفس العائلة وتمَّ إلغاء الشروط والقواعد التي تعتمد على الكفاءة.
تحت حُكم البيشوات بلغت إمبراطورية ماراثا القمة واستطاعت تدمير الكثير مِن الممالك الإسلامية أثناء حُكم البيشوات، كما وسيطرت إمبراطورية ماراثا على أغلب شبه القارة الهندية في عهدهم وخصوصاً في عهد القائد العسكري والحاكم بيشوا باجي راو الذي بفضله توسعّت الإمبراطورية بشكلٍ كبيرٍ ثُمّ بعد عشرين سنة من موته وصلت إمبراطورية ماراثا إلى أقصى حدودها.
كان أول من تقلد اللقب بشكل رسمي هُوّ رجل عادي يُسمى بلاجي فيشواناث اختاره الإمبراطور جاترابتي شاهوجي بسبب قدراته وجعله حاكماً لإمبراطورية ماراثا وكان ذلك في عام 1713.
ثُمّ في أبريل، عام 1720 تُوفيّ بلاجي فيشواناث فخلفه بأخذ المنصب ابنه باجي راو البالغ آنذاك 20 عاماً وقد إختاره الإمبراطور جاترابتي شاهوجي بسبب كفاءته، ثُم بعد حوالي 20 سنة مات باجي راو في 28 أبريل، 1740 فقام الإمبراطور جاترابتي شاهوجي ابنه بلاجي باجي راو، بعد ذلك عندما مات الإمبراطور جاترابتي شاهوجي في 1749 قام بلاجي باجي راو بإعلان أنّ منصب البيشوا سيكون وراثياً مع إلغاء كافة الشروط لِأخذ المنصب. وقد كان آخر بيشوا هُوّ نانا صاحب الثاني الذي حاول أن يسترد إمبراطورية ماراثا التي دمرها الإنجليز عندما احتلوا الهند. وقد بلغ عدد البيشوات من أولهم حتى آخرهم 10 فقط.